# The Very Best of Emerson Lake & Palmer
| Recensione | Giudizio |
| ---------- | -------- |
| AllMusic   | [ 1 ]    |

The Very Best of Emerson, Lake & Palmer è un album-compilation del supergruppo inglese Emerson, Lake & Palmer, pubblicato dalla Rhino (catalogo R2 79777) nel 2000.

## Il disco

### Accoglienza
Stephen Thomas Erlewine di AllMusic ha dato alla compilation 4 stelle su 5 e ha scritto che "gli irriducibili probabilmente non ne avranno bisogno (anche se le note di copertina sono abbastanza buone), ma dal momento che condensa gran parte dei momenti degni di nota della band in un disco, i fan occasionali troveranno che questa collezione è da abbracciare".

### Tracce
1. Lucky Man – 4:37 (Greg Lake)
2. Knife-Edge (dal 1º movimento della Sinfonietta (Janáček) e dall'allemanda della Suite Francese in re minore BWV 812 (Bach)[2][3]) – 5:05 (testo: Lake-Fraser)
3. From the Beginning – 4:13 (Greg Lake)
4. Trilogy – 8:54 (testo: Greg Lake – musica: Keith Emerson)
5. Jerusalem (titolo originale: And did those feet in ancient time) – 2:44 (testo: William Blake (1804) – musica: Hubert Parry (1916)[3])
6. Toccata (dal Concerto per pianoforte e orchestra n. 1 di Alberto Ginastera (1961)[3][4]) – 7:21
7. Karn Evil 9: 1st Impression, Part 2 – 4:43 (testo: Lake-Sinfield – musica: Keith Emerson)
8. Still... You Turn Me On – 2:53 (Greg Lake)
9. The Pirates – 13:20 (testo: Lake-Sinfield – musica: Keith Emerson)
10. Fanfare for the Common Man (dall'omonima opera di Aaron Copland (1942)[3][4]) – 9:41
11. C'est La Vie[5] – 4:15 (testo: Peter Sinfield – musica: Greg Lake)
12. Peter Gunn[4][5] (dall'omonimo film) – 3:38 (musica: Henry Mancini)
13. Pictures at an Exhibition[5] – 7:07 (musica: Modest Petrovič Musorgskij[3])

Durata totale: 78:31

## Formazione
- Keith Emerson – tastiere, sintetizzatori
- Greg Lake – basso, contrabbasso, cello, chitarre, voce
- Carl Palmer – batteria, percussioni